# Międzylesie (województwo zachodniopomorskie)
Międzylesie – osada w Polsce położona w województwie zachodniopomorskim, w powiecie szczecineckim, w gminie Borne Sulinowo, 0,5 km na zachód od drogi krajowej nr 20 ze Stargardu do Gdyni. Miejscowość wchodzi w skład sołectwa Piława. Leży pomiędzy jeziorami Strzeszyno, Łąkie i Kocim (33 ha, 130 m n.p.m.).